# 弗洛格肯冰川
72°4′S 4°25′E / 72.067°S 4.417°E
弗洛格肯冰川（挪威語：Flogeken）是南極洲的冰川，位於東部南極洲的毛德皇后地，處於穆利格-霍夫曼山脈地區，該冰川由挪威製地圖師繪入地圖。